# Ламар (Јужна Каролина)
Ламар (енгл. Lamar) град је у америчкој савезној држави Јужна Каролина.

## Демографија
По попису из 2010. године број становника је 989, што је 26 (-2,6%) становника мање него 2000. године.
| Група             | 2000.       | 2010.       |
| Белци             | 543 (53,5%) | 476 (48,1%) |
| Афроамериканци    | 464 (45,7%) | 489 (49,4%) |
| Азијати           | 1 (0,1%)    | 4 (0,4%)    |
| Хиспаноамериканци | 9 (0,9%)    | 7 (0,7%)    |
| Укупно            | 1.015       | 989         |